# Stratocumulus castellanus
Stratocumulus castellanus is een wolkensoort en is onderdeel van een internationaal systeem om wolken te classificeren naar eigenschap volgens de internationale wolkenclassificatie. Stratocumulus castellanus komt van het geslacht stratocumulus, met als betekenis gelaagde stapel en de term castellanus komt van kantelenvormig of torenvormig. Het zijn lage enigszins gestapelde wolken met aan de bovenzijde iets wat lijkt op torens of kantelen, die duiden op een chaotische windrichting.

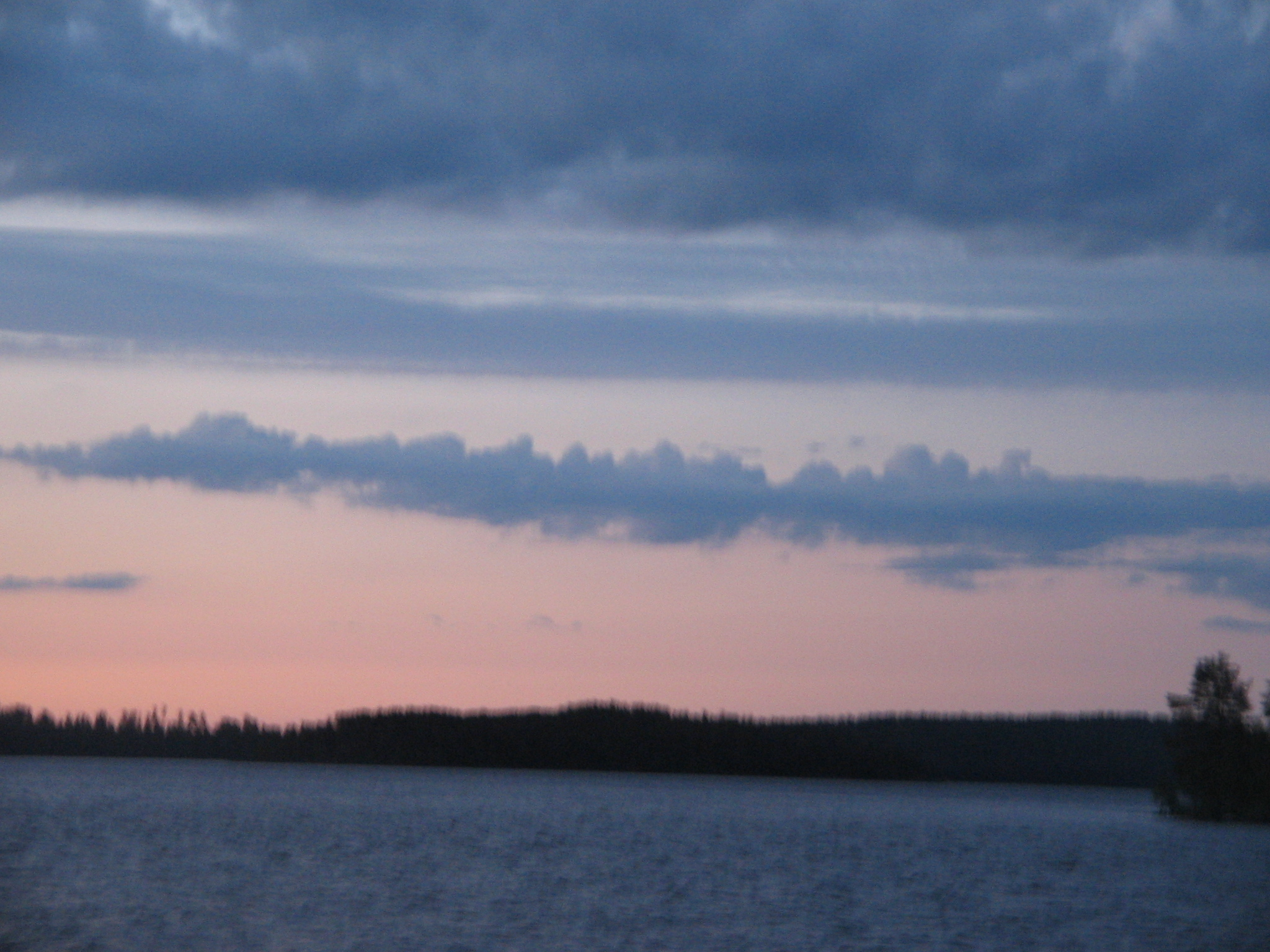
Stratocumulus castellanus, kleine torentjes
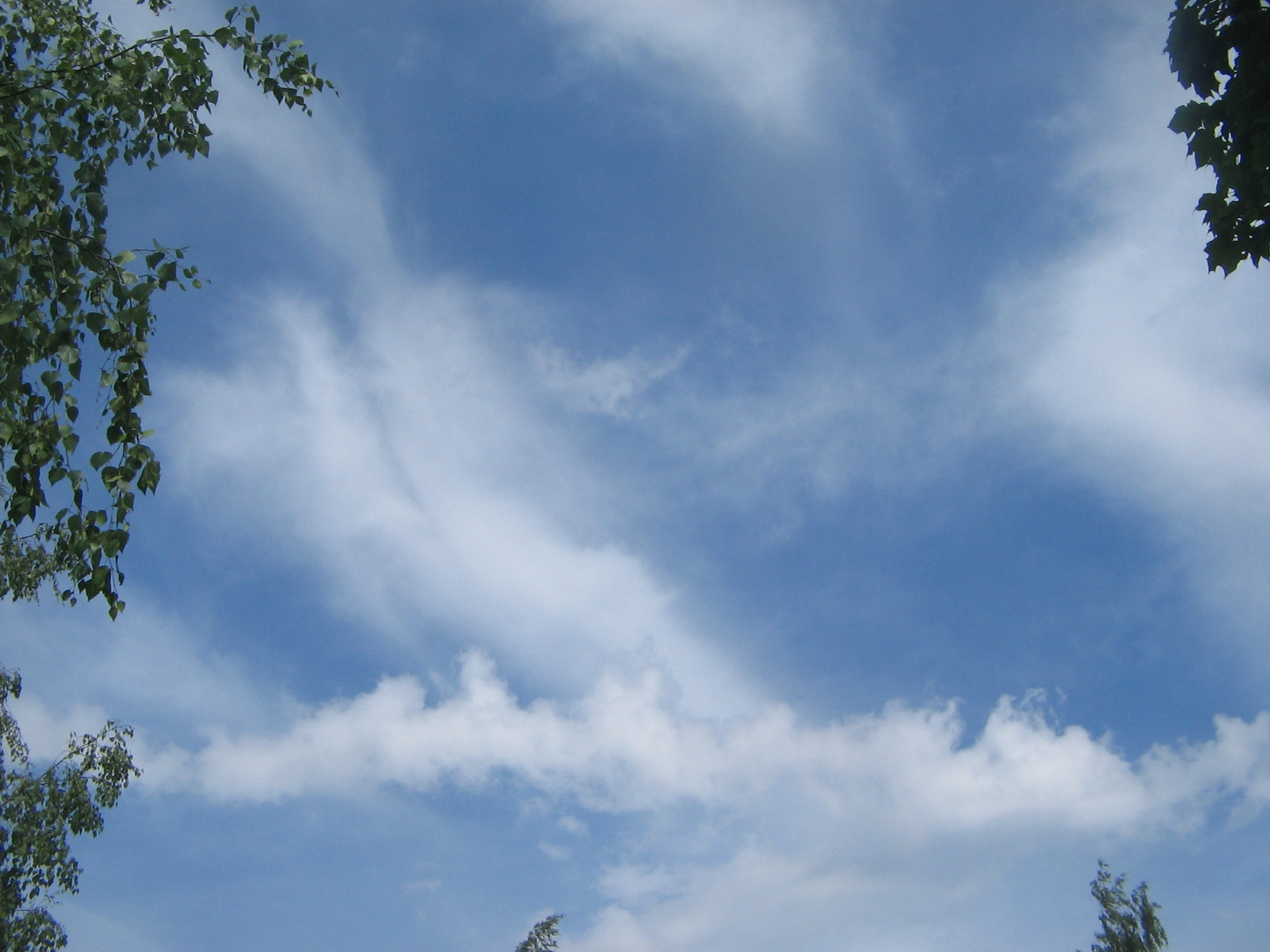
Stratocumulus castellanus (onder), met kleine torentjes